# طرطونة
طُرْطُونَة (بالإيطالية: Tortona)‏ من بلديات الإسندرية شمال إيطالية. وهي على يمين نهر سقريبية ما بين سهل مارنغ وسفح جبال أَبَنِين. وهي على مئة كيلومتر من تورين وسبع وسبعين من ميلان وخمسين من جنوة. وفيها قرية فَوُّ (Vho) وهي من أجمل قرى إيطالية. ومن أعلامها مرقيان الطرطوني الذي يقال إنه أول أساقفة طرطونة. ويسكنها اليوم نحو 27 ألف نسمة.

## معرض صور

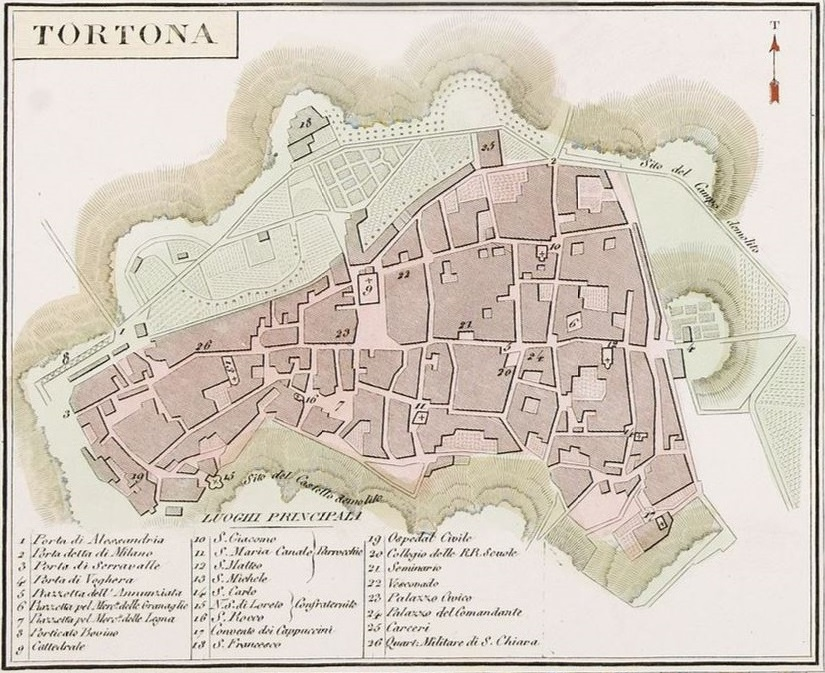
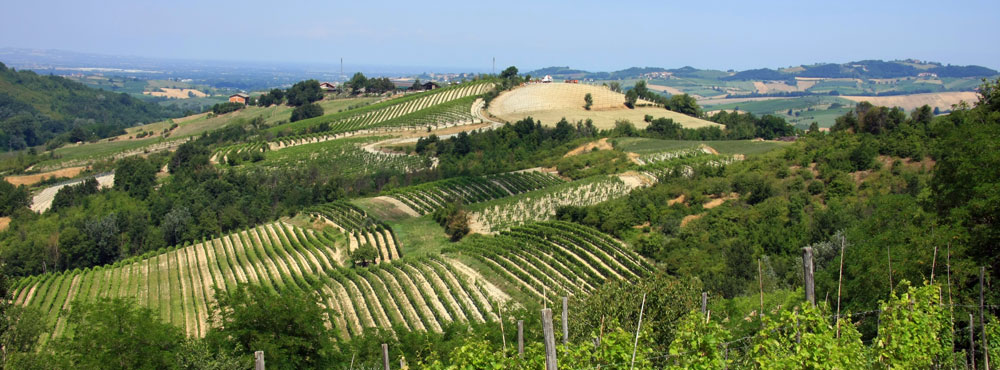
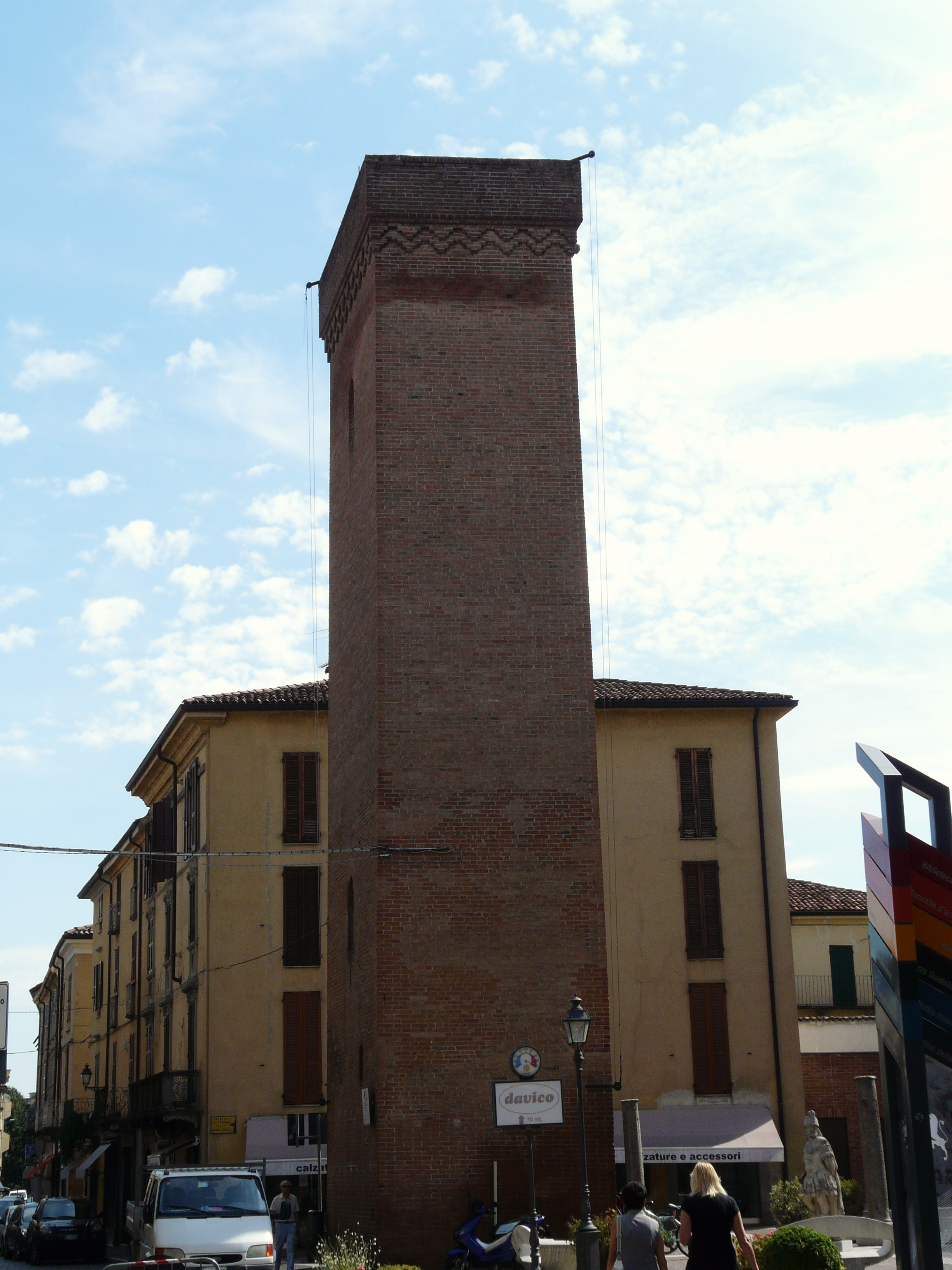
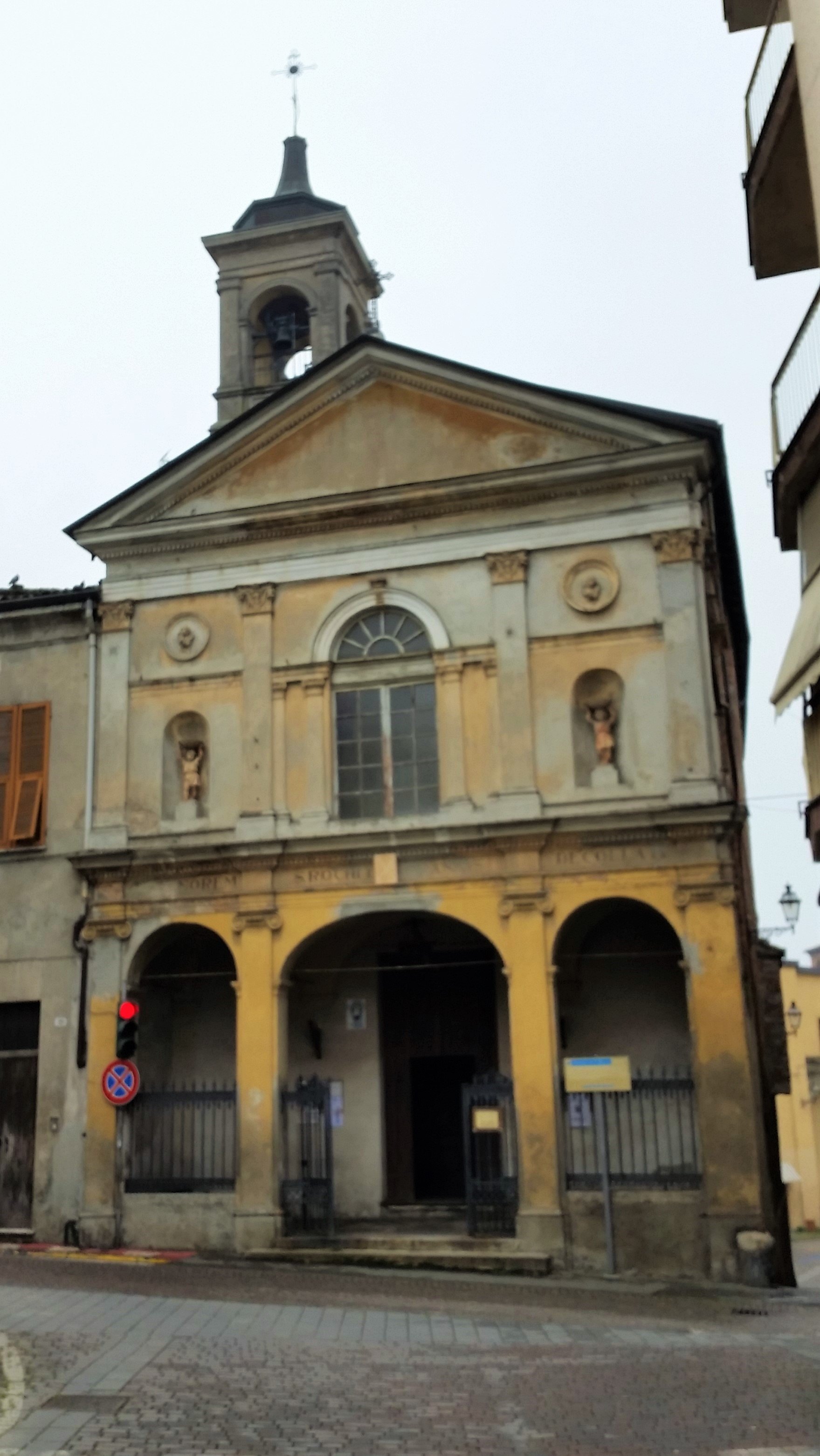

## توأمة
لتورتونا اتفاقيات توأمة مع كل من:
- بريفاس
- فايلبورغ
- زيفينار
- جيانغن
- سانريمو

## أعلام
- إنريكو كوكي
- ماجوريان
- فاوسطو كوبي
- ريناتو مارتيني
- إنريكو بيلوني